# 大橋学
大橋 学（おおはし まなぶ、1949年1月17日 - 2022年2月12日）は、日本の男性アニメーター、キャラクターデザイナー。別名義はマオラムド。

## 来歴
栃木県出身。1964年、中学卒業と同時に15歳で東映動画に入社。『レインボー戦隊ロビン』（1966年、NETテレビ）で原画デビューすると、『サイボーグ009』シリーズや『ピュンピュン丸』に参加した。
1968年、東映動画を退社。
1969年に20歳で結婚し、Aプロに入社するが、わずか20日で退社。
1970年、21歳で父親になり、フリーでタツノコプロ、虫プロ作品を中心に活動。
1972年、丸山正雄と出﨑統に誘われ、新しく設立されたマッドハウスに参加。『ガンバの冒険』や『家なき子』など東京ムービーの下請けをしていた初期には作画の主力として活躍し、スタジオを支えた。『あしたのジョー2』からスタジオあんなぷるに参加。以後、80年代前半まで同スタジオ作品を中心に活動した後、フリーとなる。
1987年、オムニバス映画『ロボットカーニバル』の一篇「CLOUD」で、「マオラムド」のペンネームを用いて初の監督を務める。
2022年2月12日、急性心疾患のため死去。73歳没。

## 人物
モノクロアニメ時代から様々な作品に参加し、常に一線で活躍したベテランアニメーター。アニメーターとして数多くの名作で原画やレイアウトを担当する他、キャラクターデザイナーや監督としても作品を手掛けてきた日本アニメ界の「匠」の1人。
絵本のような作画スタイルを得意とし、「宝島」のオープニングやエンディング、『元祖天才バカボン』などでその世界観を存分に発揮したアーティスティックなクリエイター。また、「雲」や「波」など、自然の描写を得意とした。
代表作としては、キャラクターデザイン・作画監督を務めた劇場用作品『グリム童話 金の鳥』、「マオラムド」名義で監督・シナリオ・キャラクターデザイン・原画・美術を1人で手がけたオムニバス映画『ロボットカーニバル』の一篇「CLOUD」が挙げられる。
『エースをねらえ!』『ゴルゴ13』『あしたのジョー２』『宝島』『家なき子』『ガンバの冒険』『スペースコブラ』と、出﨑統作品で多くの原画を担当。また、中村隆太郎監督作品では『グスコーブドリの伝説』で原画を、また中村監督がアニメーションパートの演出を担当したゲーム『ポポロクロイス物語』ではゲームパートアニメーション・パターンとムービーイラストを担当している。

## 主な作品

### テレビアニメ
- 少年忍者 風のフジ丸（1964年 - 1965年）動画
- 鉄腕アトム（1965年）動画
- レインボー戦隊ロビン（1966年 - 1967年）原画[注 2]
- 花のピュンピュン丸（1967年）作画
- マッハGoGoGo（1967年 - 1968年）原画
- 魔法使いサリー（1966年 - 1968年）原画[注 3]
- サイボーグ009（1968年）原画[注 4]
- あかねちゃん（1968年）原画
- 巨人の星（1968年 - 1971年）動画
- 紅三四郎（1969年）原画
- ムーミン（1969年 - 1970年）原画、動画
- アタックNo.1（1969年 - 1971年）動画、OP
- タイガーマスク（パイロットフィルム、1969年）作画
- タイガーマスク（1969年 - 1971年）作画
- ハクション大魔王（1969年 - 1970年）原画
- スカイファイターZ 仮題（パイロットフィルム、1970年）動画[注 5]
- いなかっぺ大将（1970年 - 1972年）原画
- 国松さまのお通りだい（1971年 - 1972年）原画
- アパッチ野球軍（1971年 - 1972年）原画
- ど根性ガエル（1972年 - 1974年）原画
- ジャングル黒べえ（1973年）原画
- ゼロテスター（1973年 - 1974年）原画
- ガンバの冒険（1975年）原画[注 6]
- 元祖天才バカボン（1975年 - 1977年）原画
- まんが世界昔ばなし（1976年 - 1979年）演出、キャラクターデザイン、作画
- 家なき子（1977年 - 1978年）画面設定、作監補佐、原画
- 宝島（1978年）オープニング&エンディング、原画
- あしたのジョー2（1980年）原画
- ニルスのふしぎな旅（1980年）原画
- スペースコブラ（パイロットフィルム、1981年）原画
- スペースコブラ（1982年 - 1983年）原画
- 美少女戦士セーラームーン（1992年 - 1993年）ED原画
- はれときどきぶた（1998年）原画
- 火の鳥（2004年）原画
- ブラック・ジャック（2005年）原画
- 西の善き魔女（2006年）原画
- オーバン・スターレーサーズ（2006年 - 2007年）原画
- バーデンダー（2006年）原画
- 魔法遣いに大切なこと〜夏のソラ〜（2008年）原画
- ポルフィの長い旅（2007年）原画
- こんにちは アン 〜Before Green Gables（2009年）作画監督・原画
- あにゃまる探偵 キルミンずぅ（2009年）原画、OP
- リタとナントカ（2010年）作画監督、原画
- たまゆら〜hitotose〜（2011年）レイアウト監修
- たまゆら〜もあぐれっしぶ〜（2013年）レイアウト監修、原画

### 劇場アニメ
- サイボーグ009（1966年）原画
- サイボーグ009 怪獣戦争（1967年）原画
- 哀しみのベラドンナ（1973年）動画[注 7]
- エースをねらえ!（1979年）原画
- ユニコ（1979年）原画[注 8]
- シリウスの伝説（1981）キャラクター原画[注 9]
- あしたのジョー2（1981年）原画
- SPACE ADVENTURE コブラ（1982年）原画
- ユニコ 魔法の島へ（1983年）原画
- 幻魔大戦（1983年）原画
- ゴルゴ13（1983年）原画
- はだしのゲン（1983年）原画
- カムイの剣（1985年）原画[注 10]
- ボビーに首ったけ（1985年）作画監督[注 11]
- グリム童話 金の鳥（1987年）キャラクターデザイン、作画監督[注 12]
- はれときどきぶた（1988年）原画
- ヴイナス戦記（1989年）原画
- 老人Z（1991年）原画
- 地球を救え!なかまたち ちびねこトムの大冒険（未公開）作画監督、キャラクターデザイン[注 13]
- グスコーブドリの伝記（1994年）原画
- ユンカース・カム・ヒア（パイロットフィルム、1993年）原画
- ユンカース・カム・ヒア（1995年）スペシャルアニメーター
- ジャングル大帝（1997年）原画
- チャイニーズ・ゴースト・ストーリー スーシン（1998年）作画監督補
- メトロポリス（2001年）原画
- ぼくの孫悟空（2003年）レイアウト（共同）、原画
- パルムの樹（2001年）原画
- 劇場版AIR（2005年）原画
- ブラック・ジャック ふたりの黒い医者（2005年）原画
- よなよなペンギン（2009年）2Dアニメーション
- 映画ドラえもん 新・のび太と鉄人兵団 〜はばたけ 天使たち〜（2011年）原画
- 手塚治虫のブッダ -赤い砂漠よ!美しく-（2011年）原画
- 星を追う子ども（2011年）レイアウト、原画
- サカサマのパテマ（2013年）原画
- モーレツ宇宙海賊 ABYSS OF HYPERSPACE -亜空の深淵-（2014年）原画
- ハーモニー（2015年）原画
- 風のように（2016年）原画

### OVA
- CLOUD (オムニバス『ロボットカーニバル』の一編)（1987年）監督、シナリオ、キャラクターデザイン、原画、美術[注 14]
- Manie-Manie 迷宮物語（1987年）原画
- たまゆら（2011年）レイアウト監修 原画 イラスト

### 実写作品
- テレビドラマ『おてんば宇宙人』（1981年）アニメーションパート
- 映画『セシウムと少女』（2015年）アニメーションパート
- NHK連続テレビ小説『なつぞら』（2019年）劇中アニメ『キックジャガー』[注 15]原画[12]

### テレビCM
- 君野園（1973年）原画、動画

### PRアニメ
- 安全教育アニメ『ザ★ファイヤー・Gメン』（1975年）原画[注 16]

### ゲーム
- PlayStation『ポポロクロイス物語』（1996年）原画
- セガサターン『ルナ2 エターナルブルー』（1998年）原画

### ミュージックビデオ
- NHKみんなのうた『たいへんだぁ』（1986年）アニメーション[注 17][13]
- 「NHK東日本大震災プロジェクト」テーマソング『花は咲く』（2013年）原画

### 絵本
- 大橋学[注 18]『雲と少年』（1979年、自費出版）（2012年、復刻版出版）[1]
- 川北亮司 作・門野真理子 絵『ぷかぷからんど すてきなおくりもの』（2006年、理論社）キャラクターデザイン